# Олтмар (Њујорк)
Олтмар (енгл. Altmar) град је у америчкој савезној држави Њујорк.

## Демографија
По попису из 2010. године број становника је 407, што је 56 (16,0%) становника више него 2000. године.
| Група             | 2000.       | 2010.       |
| Белци             | 344 (98,0%) | 388 (95,3%) |
| Афроамериканци    | 0 (0,0%)    | 4 (1,0%)    |
| Азијати           | 0 (0,0%)    | 0 (0,0%)    |
| Хиспаноамериканци | 0 (0,0%)    | 5 (1,2%)    |
| Укупно            | 351         | 407         |